# María Dolores Norte Gómez
María Dolores Norte Gómez es la primera mujer que obtuvo el título de Ingeniera de Minas en España.

## Trayectoria profesional
María Dolores Norte Gómez pertenece al grupo de universitarias que iniciaron estudios en ingenierías en el curso 1968-69 y fue la primera que consiguió titularse como Ingeniera de Minas por la Escuela Técnica Superior de Ingenieros de Minas de Madrid, Universidad Politécnica de Madrid en el año 1974, especilizándose en Energía y Combustibles.
El hecho de ser la primera mujer ingeniera de minas tuvo un gran revuelo en su momento, llegando a aparecer en diversos medios de comunicación y recibiendo el título de manos de la entonces Princesa Sofía.
Tras su licenciatura continuó sus estudios cursando un Máster en “Seguridad de Reactores Nucleares“ en el Massachusetts Institute of Technology (M.I.T.), Boston, (USA), durante el año 1982. Más tarde inició sus estudios de doctorado en la Escuela Técnica Superior de Ingenieros de Minas de Madrid a partir de 1984.
En la década de los noventa inicia un Máster sobre Evaluación y Corrección de Impactos Ambientales, en el Instituto Tecnológico Geominero de España. Y más tarde se forma como Auditora Interna de Sistemas de Calidad Certificada por la Empresa Lloyds Register.
Antes de finalizar sus estudios entró como becaria en la empresa Técnicas Reunidas S.A dentro de la Agrupación de Interés Económico de Empresarios Agrupados. (A. I. E.), donde ha llegado a  desempeñar los cargos de Gerente y Directora de Proyectos Energéticos tanto nacionales como internacionales.

## Publicaciones
A lo largo de su trayectoria profesional, al no dedicarse a la docencia ni exclusivamente a la investigación, ha llevado a cabo pocas publicaciones, de las que destacamos una de dos páginas y otra de seis:
- Mi experiencia del Curso de Gestión y Dirección de Proyectos con la empresa Dirección de Proyectos Europeos (DPE). Industria y minería, ISSN 1137-8042, Nº. 392, 2012, págs. 30-31
- Algo está cambiando en la energía nuclear. Industria y minería, ISSN 1137-8042, Nº. 376, 2008, págs. 39-45